# Kathedrale von San Miguel

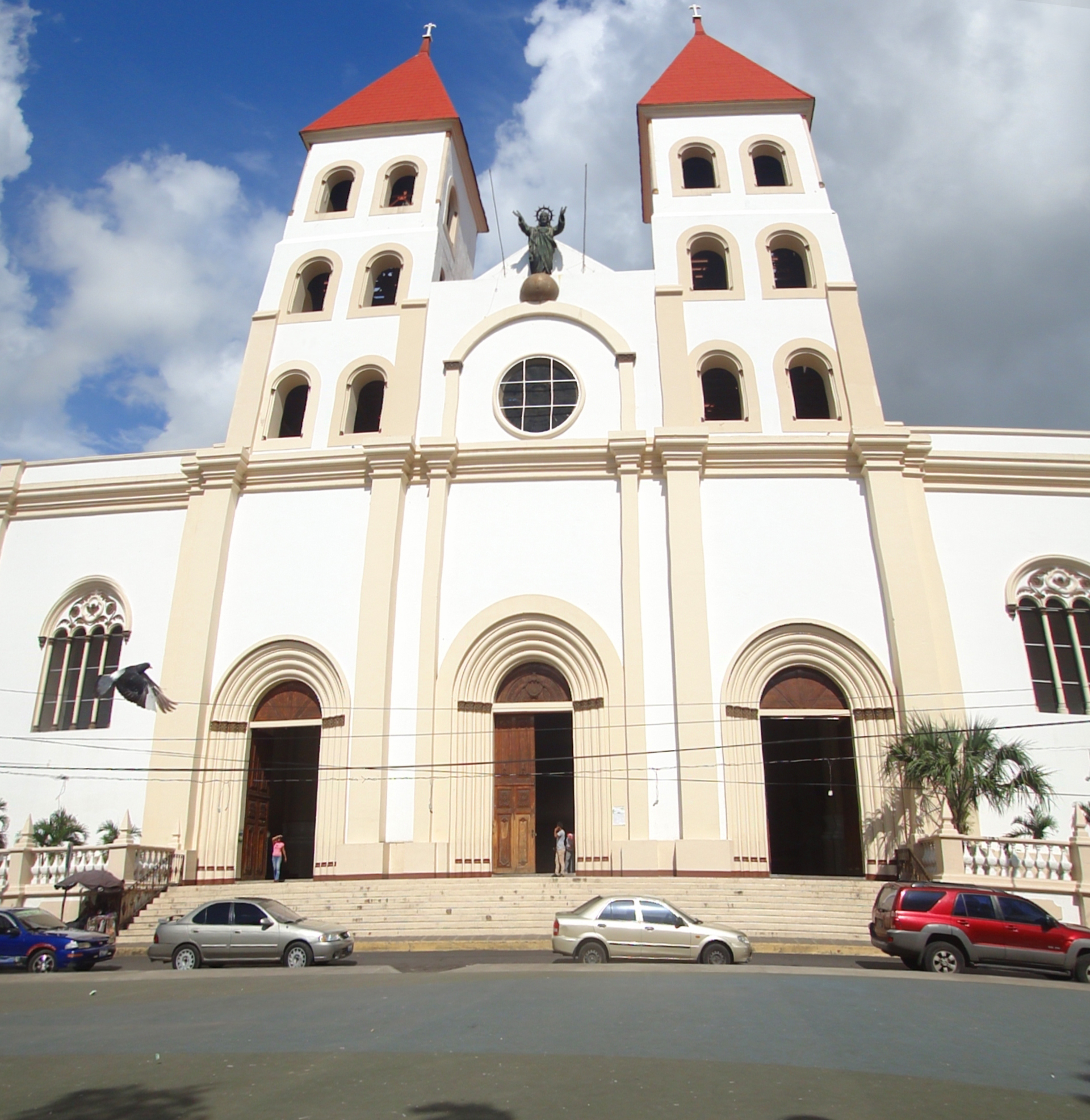
Fassade der Kathedrale von San Miguel

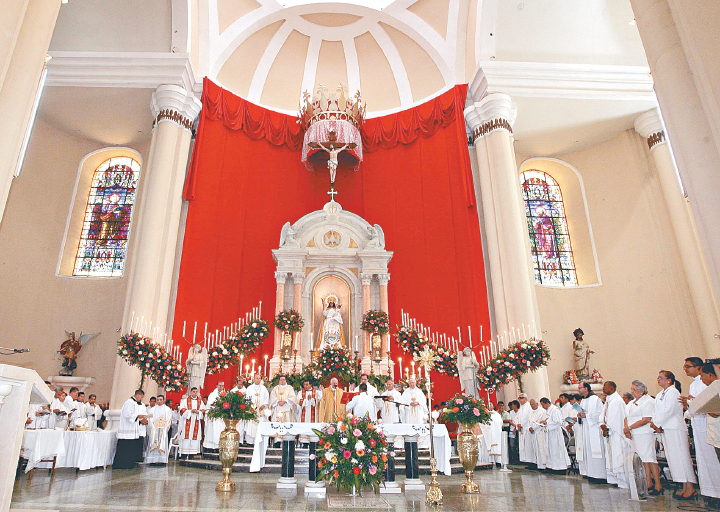
Altarraum

Die Kathedrale von San Miguel oder offiziell Kathedralbasilika Unserer Lieben Frau des Friedens (spanisch Catedral Basílica Reina de la Paz) ist eine römisch-katholische Kirche in San Miguel, El Salvador. Die Kathedrale des Bistums San Miguel mit dem Patrozinium Regina pacis trägt die Titel eines Nationalheiligtums und einer Basilica minor.

## Geschichte
Die Gründung der Pfarrei mit dem Bau einer Kapelle erfolgte mit der kolonialen Ortsgründung Anfang des 16. Jahrhunderts. Nach der Umsiedlung des Ortes um 1590 wurde eine neue Pfarrkirche San Miguel Arcángel errichtet. 1740 gab es zwei Konvente an der Kirche. Diese wurde im Jahr 1862 abgerissen, um einen größere Kirche zu errichten, die auch als Verehrungsstätte für die 1692 nach den Piratenüberfällen von Francis Drake den Ort erreichende Statue der Jungfrau des Friedens dienen sollte. Der Grundstein wurde von Präsident Gerardo Barrios am 21. November desselben Jahres gelegt.
Der erste Bauleiter war der englische Ingenieur William Kirk, der das Projekt kurz nach dem Tod von Barrios verlassen musste. Noch unvollendet erhielt die Kirche am 11. Februar 1913 durch päpstliches Dekret von Pius X. den Rang der Kathedrale des neuen Bistums San Miguel verliehen. Acht Jahre später, genau am 21. November 1921, verkündete Monsignore Juan Antonio Dueñas y Argumedo das Stadtpatronat der Nuestra Señora de La Paz sowie die päpstliche Krönung des Marienbildes im Namen von Papst Benedikt XV. Der Kirchbau konnte erst 1962 auf Initiative des Pfarrers Óscar Romero genau ein Jahrhundert nach seinem Beginn für beendet erklärt werden. 1966 erhielt die Kirche durch Papst Paul VI. zusätzlich den Titel einer Basilica minor verliehen.

## Bauwerk
Als Hauptmaterial für den Bau der Kathedrale wurde Vulkanstein verwendet, der vom Vulkan San Miguel transportiert worden sein soll. Der Stil der einschiffigen Kathedrale mit einer Vierungskuppel ist eklektisch. Viele Konstruktions- und Ausstattungsteile wurden im Ausland in Auftrag gegeben, wie die stählerne Dachkonstruktion und der künstliche Himmel, die aus Belgien im Jahre 1926 kamen. Die Bauteile wurden vom philippinischen Ingenieur Alberto C. Geraldo zusammengebaut, der auch für die Errichtung der 57 Meter hohen Glockentürme verantwortlich war.
Außerdem stammen die Glocken aus Deutschland, die Buntglasfenster mit biblischen Figuren wurden in Mexiko hergestellt und der marmorne Hochaltar, der das Bild der Muttergottes des Friedens in der Apsis beherbergt, stammt aus Italien. Außerhalb des Tempels befinden sich zwei Marmorbüsten von Luis de Moscoso und Gerardo Barrios, während im oberen Teil der Fassade eine Statue von Christus König steht.
Die Kathedrale kann bis zu zweitausend Menschen beherbergen, daher gilt sie als die mit der zweitgrößten Kapazität im Land nach der Kathedrale von San Salvador; weiterhin ist sie die höchste Konstruktion im östlichen Teil von El Salvador mit einer inneren Höhe von 25 Metern.